# Jon Gruden
Jon David Gruden, född 17 augusti 1963 i Sandusky i Ohio, är en amerikansk tränare av amerikansk fotboll.
Han har tränat Oakland Raiders (1998–2001, 2018–2019), Tampa Bay Buccaneers (2002–2008) och Las Vegas Raiders (2020–2021) i National Football League (NFL). Gruden vann Super Bowl XXXVII med Buccaneers för säsongen 2002.
Han började sin tränarkarriär med att 1986 vara assistent till Tennessee Volunteers amerikanska fotbollslag och var kvar tills säsongen 1987 var färdigspelad. Gruden utsågs året därpå till koordinator för passningar hos Southeast Missouri State Redhawks, en position han hade bara säsongen ut. År 1989 fick han anställning hos Pacific Tigers och var då tränare för tight end. Året därpå gjorde han debut i NFL som offensiv assistent till San Francisco 49ers, dock återvände han till collegesporten året därpå och blev tränare för wide receivers hos Pittsburgh Panthers. Gruden återvände till NFL när han skrev på för Green Bay Packers och var assistent för lagets offensiv och tränare för wide receivers. År 1995 bytte han arbetsgivare och blev offensiv koordinator för Philadelphia Eagles. Efter det blev han tränare för Oakland Raiders, Tampa Bay Buccaneers och Las Vegas Raiders.
Mellan tränarjobben för Tampa Bay Buccaneers och Oakland Raiders, arbetade han som sportkommentator för ESPN rörande NFL-sändningar. När han lämnade ESPN för Oakland Raiders 2018 skrev han på ett 10-års kontrakt värt 100 miljoner amerikanska dollar, vilket var det mest lukrativa kontraktet för en tränare i NFL:s historia vid den tidpunkten.
Gruden har studerat på Muskingum College och University of Dayton.
Han är bror till Jay Gruden.